# Fontenay-Torcy

Fontenay-Torcy este o comună în departamentul Oise, Franța. În 1 ianuarie 2022 avea o populație de 144 de locuitori.